# On a Full Moon
Albums de David Bryan
Lunar Eclipse
(2000)
On a Full Moon est le premier album solo de David Bryan du groupe Bon Jovi. C'est un CD instrumental sorti le 5 septembre 1995. L'album comprend une version instrumentale de la chanson de Bon Jovi In These Arms.

## Liste des titres[2]
| No  | Titre                 | Auteur                                    | Durée |
| --- | --------------------- | ----------------------------------------- | ----- |
| 1.  | Awakening             | David Bryan, Larry Fast                   | 0:29  |
| 2.  | It's a Long Road      | David Bryan                               | 4:10  |
| 3.  | On a Full Moon        | David Bryan                               | 3:55  |
| 4.  | April                 | David Bryan                               | 3:38  |
| 5.  | Kissed by an Angel    | David Bryan                               | 3:22  |
| 6.  | Endless Horizon       | David Bryan                               | 4:13  |
| 7.  | Lullaby for Two Moons | David Bryan                               | 3:42  |
| 8.  | Interlude             | David Bryan, Larry Fast                   | 0:56  |
| 9.  | Midnight Voodoo       | David Bryan, Larry Fast                   | 2:10  |
| 10. | Room Full of Blues    | David Bryan                               | 2:47  |
| 11. | Hear Our Prayer       | David Bryan                               | 3:34  |
| 12. | Summer of Dreams      | David Bryan                               | 3:35  |
| 13. | Up the River          | David Bryan, Larry Fast                   | 2:53  |
| 14. | Netherworld Waltz     | David Bryan                               | 5:29  |
| 15. | In These Arms         | David Bryan, Jon Bon Jovi, Richie Sambora | 3:41  |